# 青木進 (作曲家)
青木 進（あおき すすむ、1952年 - ）は、日本の作曲家。

## 略歴
和歌山県出身。和歌山県立桐蔭高等学校を経て、東京藝術大学音楽学部作曲科を卒業後、ドイツに渡り、ケルン国立アカデミーで学ぶ。作曲を池内友次郎、矢代秋雄、佐藤眞、山田光生、ユルク・バウアーに師事した。
全日本吹奏楽コンクールの課題曲公募に応募し、「フェリスタス」が1979年度の課題曲に採用された。
1999年に和歌山市文化奨励賞受賞。2009年奏楽堂日本歌曲コンクール（作曲部門）中田喜直賞入選。
作品はピアノ曲、エレクトーン曲、歌曲、合唱曲など多数。